# 阿格里河
阿格里河是意大利的河流，位於該國南部，河道全長136公里，流域面積1,770平方公里，發源自馬爾西科諾沃，最終在波利科羅附近注入愛奧尼亞海，平均流量每秒20立方米。在古代，它被称为“Aciris”（羅馬化：Akiris）。